# 四国点

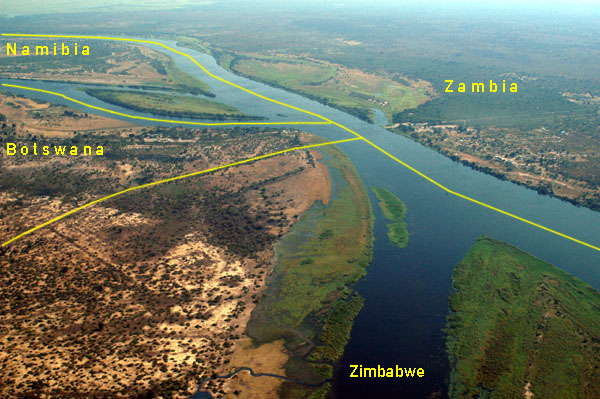
桑比亞、辛巴威、波札那、納米比亞4國位於尚比西河的交界處

四国点（英語：Quadripoint）是指四个国家或行政区边境交汇的地点。这一术语的应用并不广泛，1964年以后，美国国务院地理学家办公室才使用这一术语，牛津英语词典和梅里亚姆-韦伯斯特在线词典都没有收录这一单词，但大英百科全书收录这一词条。美国中央情报局编辑的世界概况中，描述博茨瓦纳、纳米比亚、赞比亚和津巴布韦的条目自1990年以后中使用此詞。